# Колесо Часу (Будапешт)
Колесо Часу (угор. Időkerék) — сучасний пам'ятник у Будапешті. Це один з найбільших у світі пісочних годинників. Його встановили у 2004 році на честь вступу Угорщини до Євросоюзу.
Годинник встановлений поруч із входом в міський парк Варошлігет (Városliget), праворуч від площі Героїв.
Годинник розташований на місці, де раніше стояв пам'ятник В. Леніну, який був демонтований у 1993 році та перенесений до парку Мементо.
Годинник являє собою колесо величезних розмірів. Він виготовлений із червоного граніту, сталі та ударостійкого скла.
Діаметр годинника 8 метрів (26 футів), ширина 2 метри, вага 60 тонн.
Всередині колеса знаходиться шість тонн піску. Пісок в годиннику це скляні гранули, які просочуються крізь невеликий отвір за допомогою комп'ютеризованої системи, яка підтримує точну кількість та швидкість пересипання піску. Пісок пересипається із верхньої скляної камери в нижню протягом одного року.
Планувалося щорічно 31 грудня перевертати годинник на 180 градусів, щоб починався відлік наступного річного циклу. Поворот годинника можуть здійснювати чотири людини за допомогою сталевих тросів. Для того, щоб здійснити поворот годинника на 180 градусів необхідно приблизно 45 хвилин.

## Історія
Ідея гігантського пісочного годинника виникла у філософа Яноша Хернера, який разом із декількома друзями — архітектором Іштваном Янакі, художником Габором Каратсоном та Ласло Крашнахоркай — шукав спонсорів для реалізації проекту. Архітектурний проект годинника розробив Іштван Янакі.
Згідно з первинною ідеєю колесо повинно було котитися по площі, рухаючись вздовж сталевої рейки, обертаючи пісочний годинник. Однак до 2004 року, коли почалось будівництво пам'ятки, план площі, де планувалось розміщення пам'ятника, вже був розроблений, тому встановлення рейок у цьому місці виявилося не можливим. Проект переглянули й було прийнято рішення створити колесо, яке буде закріплено на опорі та буде обертатися навколо своєї осі.
Спочатку проект готувався до початку 2000 року та замислювався як «проект тисячоліття». Але вчасно знайти фінансування проекту не вдалося, тому реалізацію проекту було відкладено на невизначений термін.
У 2003 році уряд Угорщини ухвалив рішення про реалізацію проекта, також було прийняте рішення присвятити відкриття пам'ятки вступу Угорщини до Європейського Союзу. Колесо Часу мало стати своєрідним символом переходу Угорщини до нового етапу в її історії.
Фінансування будівництва здійснювалося урядом Угорщини. Всього уряд виділив 240 мільйонів форинтів, ще 80 мільйонів інвестували творці проекту.
До дня відкриття Колеса Часу були виготовлені невеликі сувенірні скляні краплі з піском, які символізували одну секунду. Всього під час відкриття було продано 1700 скляних крапель.

## Сучасний стан

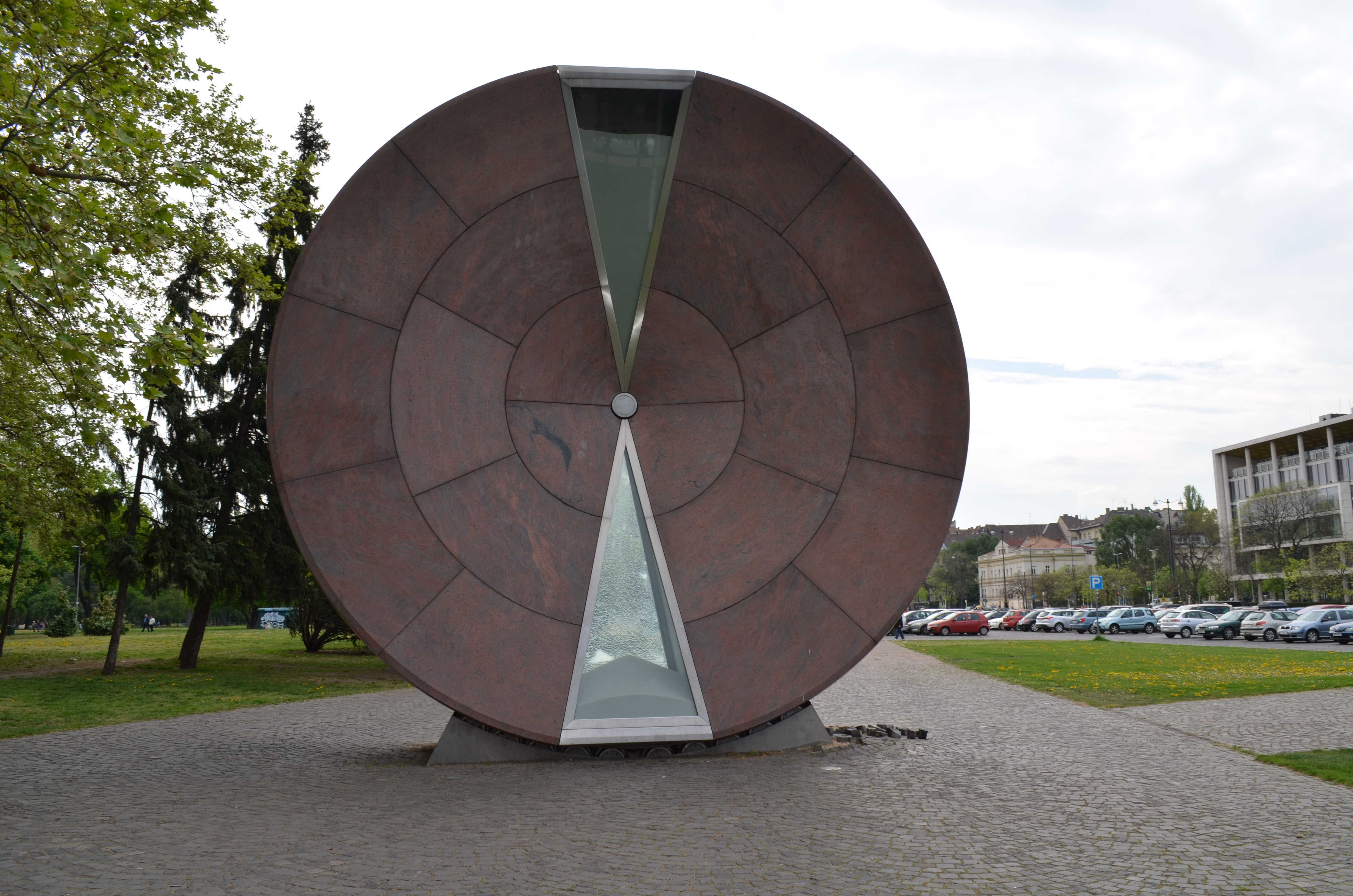
Колесо часу (Időkerék)

При створенні Колеса Часу планувалося, що цей пам'ятник стане новим символом країни. Але цього не сталося. Пам'ятник виявився дуже дорогим та складним в обслуговуванні.
Починаючи з осені 2010 року, через технічні несправності та внаслідок істотного зносу, Колесо Часу не працює. Технічний стан пам'ятника погіршується з кожним роком. Вже з'являються ознаки руйнування конструкції, серйозного пошкодження керуючої електроніки. Ніяких робіт по відновленню працездатності конструкції не проводиться. Пам'ятник не обслуговується та практично не охороняється. Кошти на його утримання та обслуговування не виділяються вже багато років.
Уряд робив спроби продати споруду, але ці спроби не були успішними.